# WBFAL liga 2012./13.
WBFAL liga 2012./13. je bilo prvo izdanje Women Basketball Friendship Adriatic League. Sudjelovalo je šest klubova iz tri države,  prvakom je postala ekipa Budućnosti iz Podgorice.

## Sudionici
- Trebinje 03, Trebinje
- Primorje, Herceg Novi
- Rolling, Nikšić
- Budućnost, Podgorica
- Ragusa, Dubrovnik
- Vodice, Vodice

## Ljestvica i rezultati

### Ligaški dio
| mj | klub        | ut | pob | por | koševi | KR   | bod |             |
| -- | ----------- | -- | --- | --- | ------ | ---- | --- | ----------- |
| 1. | Ragusa      | 15 | 12  | 3   |        | 246  | 27  | Final Four. |
| 2. | Primorje    | 15 | 11  | 4   |        | 175  | 26  | Final Four. |
| 3. | Budućnost   | 15 | 10  | 5   |        | 210  | 25  | Final Four. |
| 4. | Rolling     | 15 | 8   | 7   |        | 117  | 23  | Final Four. |
| 5. | Trebinje 03 | 15 | 3   | 12  |        | -343 | 18  |             |
| 6. | Vodice      | 15 | 1   | 14  |        | -407 | 16  |             |

### Final Four
Igran u Igalu 4. i 5. ožujka 2013.
| klub1         | rezultat      | klub2         |
| poluzavršnica | poluzavršnica | poluzavršnica |
| ------------- | ------------- | ------------- |
| Ragusa        | 63:61         | Rolling       |
| Budućnost     | 64:60         | Primorje      |
|               |               |               |
| završnica     |               |               |
| Ragusa        | 51:60         | Budućnost     |

## Poveznice
- WBFAL liga
- MEL liga 2012./13.
- MŽRKL liga 2012./13.
- službene stranice lige  Arhivirana inačica izvorne stranice od 9. studenoga 2013. (Wayback Machine)